# Ramiro Martínez
Ramiro Martínez Frugoni (Buenos Aires, 23 ottobre 1970) è un ex rugbista a 15 argentino, internazionale per l'Italia, attivo in carriera nel ruolo di pilone.

## Biografia
Cresciuto nel San Isidro, Martínez giunse in Italia relativamente tardi, nel 1999, a 29 anni, ingaggiato dal Rugby Roma, club con il quale, al suo primo anno di militanza, vinse il campionato; dopo un triennio nella Capitale si trasferì al Benetton Treviso, anche con esso vincendo lo scudetto nella stagione d'esordio.
Nel frattempo, avendo acquisito il titolo per giocare nelle selezioni nazionali italiane, fu chiamato da John Kirwan nel ruolo di pilone destro nel tour di metà anno 2002, ed esordì in Nazionale contro gli All Blacks, schierato in campo da titolare.
Kirwan convocò Martínez anche per la Coppa del Mondo di rugby 2003, nel corso della quale disputò il suo ultimo incontro in maglia azzurra, singolarmente di nuovo contro la Nazionale che ne marcò l'esordio, la Nuova Zelanda.
Passato in Francia al Grenoble nel 2004, ivi rimase un biennio prima di tornare in Italia, al Gran Parma e di spendere infine la sua ultima stagione italiana (2007-08) nel primo club che lo ingaggiò, il Rugby Roma, all'epoca in serie A1; prima della finale del campionato, poi vinta contro l'Aquila, Martínez annunciò la fine della sua esperienza italiana; dopo aver contribuito alla promozione in Super 10 della squadra romana, Martínez è tornato in Argentina e milita di nuovo nel San Isidro, il club delle sue origini.

## Palmarès
- Campionati italiani: 3
Rugby Roma: 1999-2000
Benetton Treviso: 2002-03, 2003-04